# 편운문학상
편운문학상은 시인 조병화(趙炳華) 가 조병화문학관을 통해 1990년에 만든 문학상이며 수상연도를 기준으로 5년간 종합적인 성과를 심사해 수상자를 선정한다. 시와 평론 부문별로 각 1000만원의 상금을 수여한다.

## 역대 수상자
| 회     | 연도   |        | 시                                                                             | 평론                                              |
| ------ | ------ | ------ | ------------------------------------------------------------------------------ | ------------------------------------------------- |
| 제1회  | 1991년 | 본상   | 조태일                                                                         | 김재홍                                            |
| 제1회  | 1991년 | 우수상 | 신창호                                                                         |                                                   |
| 제2회  | 1992년 | 본상   | 허영자                                                                         | 오세영                                            |
| 제2회  | 1992년 | 우수상 |                                                                                | 박덕규                                            |
| 제3회  | 1993년 | 본상   | 김종철                                                                         | 김윤식                                            |
| 제3회  | 1993년 | 우수상 |                                                                                | 차한수                                            |
| 제4회  | 1994년 | 본상   | 김광규, 「아니리」 김대규, 「짧은 만남 오랜 이별」                             | .                                                 |
| 제4회  | 1994년 | 우수상 | 허형만, 「진달래 산천」                                                        |                                                   |
| 제5회  | 1995년 | 본상   | 박이도, 「약속의 땅」                                                          | 유종호, 「현실주의 상상력」                       |
| 제5회  | 1995년 | 신인상 | 복효근                                                                         |                                                   |
| 제6회  | 1996년 | 본상   | 이가림, '순간의 거울'                                                          | 임헌영, '분단시대의 문학'                         |
| 제6회  | 1996년 | 우수상 | 고영조, '감자를 굽고 싶다'                                                     |                                                   |
| 제7회  | 1997년 | 본상   | 마종기                                                                         | 홍기삼                                            |
| 제7회  | 1997년 | 신인상 | 채종한                                                                         |                                                   |
| 제7회  | 1997년 | 특별상 | 최화국                                                                         |                                                   |
| 제8회  | 1998년 | 본상   | 정공채                                                                         |                                                   |
| 제8회  | 1998년 | 신인상 | 천병태                                                                         |                                                   |
| 제9회  | 1999년 | 본상   | 이재하                                                                         | 최동호                                            |
| 제9회  | 1999년 | 신인상 | 박영호                                                                         |                                                   |
| 제10회 | 2000년 | 본상   | 이근배                                                                         |                                                   |
| 제10회 | 2000년 | 신인상 | 김상현                                                                         | 박주택                                            |
| 제11회 | 2001년 | 본상   | 정호승 이상호                                                                  |                                                   |
| 제11회 | 2001년 | 우수상 |                                                                                | 박윤우                                            |
| 제12회 | 2002년 | 본상   | 신중신, ‘신중신 시선’ 유자효, ‘금지된 장난’                                    |                                                   |
| 제12회 | 2002년 | 우수상 | 박찬일                                                                         |                                                   |
| 제13회 | 2003년 | 본상   | 우이시회(牛耳詩會)                                                             |                                                   |
| 제13회 | 2003년 | 우수상 |                                                                                | 홍용희,「꽃과 어둠의 산조」                       |
| 제14회 | 2004년 | 본상   | 나태주                                                                         | 이숭원                                            |
| 제14회 | 2004년 | 신인상 | 조예린                                                                         |                                                   |
| 제15회 | 2005년 | 본상   | 이성부, '작은 산이 큰 산을 가린다'                                             | 장경결, '신비의 거울을 찾아서'                    |
| 제15회 | 2005년 | 우수상 | 이재무, '푸른 고집'                                                            |                                                   |
| 제16회 | 2006년 | 본상   | 유재영                                                                         | 윤호병                                            |
| 제16회 | 2006년 | 우수상 | 윤효                                                                           |                                                   |
| 제17회 | 2007년 | 본상   | 문인수,『쉬!』                                                                 | 유성호, 『한국시의 과잉과 결핍』                  |
| 제17회 | 2007년 | 신인상 | 김소원,『시집 속의 칼』                                                        |                                                   |
| 제18회 | 2008년 | 본상   | 김영석,『외눈이 마을 그 짐승』                                                 | 김종회,『디아스포라를 넘어서』                    |
| 제18회 | 2008년 | 우수상 | 최명란,『쓰러지는 법을 배운다』                                                |                                                   |
| 제19회 | 2009년 | 본상   | 윤석산, 『밥 나이, 잠 나이』 김수복,『달을 따라 걷다』                         |                                                   |
| 제19회 | 2009년 | 우수상 |                                                                                | 조강석, 『아포리아의 별자리들』                   |
| 제20회 | 2010년 | 본상   | 김명인,『꽃차례』                                                              | 이형권, 『한국시의 현대성과 탈식민성』            |
| 제20회 | 2010년 | 우수상 | 김지녀,『시소의 감정』                                                         |                                                   |
| 제21회 | 2011년 | 본상   | 권달웅,『달빛 아래 잠들다』                                                    | 오형엽, 『현대문학의 구조와 계보』                |
| 제21회 | 2011년 | 우수상 | 이제니, 『아마도 아프리카』                                                    |                                                   |
| 제22회 | 2012년 | 본상   | 문충성,『허물어버린 집』                                                       | 오생근,『위기와 희망』                            |
| 제23회 | 2013년 | 본상   | 김기택,『갈라진다 갈라진다』                                                   | 이재복,『한국 현대시의 미와 숭고』                |
| 제24회 | 2014년 | 본상   | 박태일,『달래는 몽골 말로 바다』 송재학,『날짜들』                             |                                                   |
| 제25회 | 2015년 | 본상   | 곽효환,『슬픔의 뼈대』                                                         | 정과리,『1980년대의 북극꽃들아, 뿔고둥을 불어라』 |
| 제26회 | 2016년 | 본상   | 장석주,『일요일과 나쁜 날씨』                                                  | 강정구,『산란하는 현실들』                        |
| 제27회 | 2017년 | 본상   | 최승자, 《빈 배처럼 텅 비어》 신덕룡, 《하멜서신》                             |                                                   |
| 제28회 | 2018년 | 본상   | 조창환, 《허공으로의 도약》 장석남, 《꽃 밟을 일을 근심하다》                  |                                                   |
| 제29회 | 2019년 | 본상   | 이승하, 《나무 앞에서의 기도》 박준, 《우리가 함께 장마를 볼 수도 있겠습니다》 |                                                   |
| 제30회 | 2020년 | 본상   | 전윤호, 《정선》 김미희, 《자오선은 지날 때는 몸살을 앓는다》                  |                                                   |
| 제31회 | 2021년 | 본상   | 여태천, 《감히 슬프지 않을 수 있겠습니까?》 함명춘, 《지하철엔 해녀가 산다》   |                                                   |